# Calomys
A Calomys az emlősök (Mammalia) osztályának rágcsálók (Rodentia) rendjébe, ezen belül a hörcsögfélék (Cricetidae) családjába tartozó nem.

## Rendszerezés
A nembe az alábbi 14 faj tartozik:
- Calomys boliviae Thomas, 1901
- Calomys callidus Thomas, 1916
- Calomys callosus Rengger, 1830
- Calomys cerqueirai Bonvicino, de Oliveira & Gentile, 2010
- Calomys expulsus Lund, 1841
- Calomys fecundus (Thomas, 1926) - korábban azonosnak tekintették a Calomys boliviae-val
- Calomys hummelincki Husson, 1960
- Calomys laucha Fischer, 1814 - típusfaj
- Calomys lepidus Thomas, 1884
- Calomys musculinus Thomas, 1913
- Calomys sorellus Thomas, 1900
- Calomys tener Winge, 1887
- Calomys tocantinsi Bonvicino, Lima, & Almeida, 2003
- Calomys venustus Thomas, 1894